# Eilema aurantisquamata
Eilema aurantisquamata là một loài bướm đêm thuộc phân họ Arctiinae, họ Erebidae.